# Phoenix (đài truyền hình)
Phoenix là đài truyền hình công cộng tại Đức, được điều hành bởi ARD và ZDF. Chương trình của đài truyền hình này là phát sóng sự kiện chính trị, tin tức, phim tài liệu, tường thuật và bàn luận vấn đề.

## Mức độ phổ biến

### Germany
|      | Tháng 1 | Tháng 2 | Tháng 3 | Tháng 4 | Tháng 5 | Tháng 6 | Tháng 7 | Tháng 8 | Tháng 9 | Tháng 10 | Tháng 11 | Tháng 12 | Trung bình |
| ---- | ------- | ------- | ------- | ------- | ------- | ------- | ------- | ------- | ------- | -------- | -------- | -------- | ---------- |
| 1997 | -       | -       | -       | -       | -       | -       | -       | -       | -       | -        | -        | -        | -          |
| 1998 | -       | -       | -       | -       | -       | -       | -       | -       | -       | -        | -        | -        | 0.3%       |
| 1999 | -       | -       | -       | -       | -       | -       | -       | -       | -       | -        | -        | -        | 0.4%       |
| 2000 | 0.4%    | 0.4%    | 0.4%    | 0.4%    | 0.3%    | 0.4%    | 0.4%    | 0.4%    | 0.4%    | 0.3%     | 0.4%     | 0.4%     | 0.4%       |
| 2001 | 0.5%    | 0.4%    | 0.4%    | -       | 0.4%    | 0.4%    | 0.4%    | 0.5%    | -       | 0.5%     | 0.5%     | 0.5%     | 0.5%       |
| 2002 | 0.4%    | 0.5%    | 0.5%    | -       | 0.5%    | -       | 0.6%    | -       | -       | -        | -        | -        | 0.5%       |
| 2003 | 0.6%    | 0.6%    | 0.7%    | 0.6%    | 0.4%    | 0.5%    | 0.5%    | 0.6%    | 0.5%    | 0.5%     | 0.5%     | 0.6%     | 0.5%       |
| 2004 | 0.6%    | 0.5%    | 0.5%    | 0.6%    | 0.5%    | 0.4%    | 0.6%    | 0.6%    | 0.5%    | 0.4%     | 0.5%     | 0.6%     | 0.5%       |
| 2005 | 0.5%    | 0.5%    | 0.6%    | 0.7%    | 0.5%    | 0.5%    | 0.7%    | 0.8%    | 0.7%    | 0.6%     | 0.6%     | 0.6%     | 0.6%       |
| 2006 | 0.6%    | 0.5%    | 0.6%    | 0.7%    | 0.6%    | 0.7%    | 0.8%    | 1.0%    | 0.7%    | 0.7%     | 0.7%     | 1.0%     | 0.7%       |
| 2007 | 0.9%    | 0.8%    | 0.7%    | 1.0%    | 0.8%    | 0.8%    | 1.0%    | 1.1%    | 0.8%    | 0.8%     | 0.8%     | 1.0%     | 0.9%       |
| 2008 | 0.9%    | 0.9%    | 1.0%    | 0.8%    | 0.8%    | 0.7%    | 1.0%    | 1.0%    | 0.9%    | 0.9%     | 1.0%     | 1.1%     | 0.9%       |
| 2009 | 1.1%    | 0.9%    | 0.9%    | 1.1%    | 0.9%    | 0.9%    | 1.1%    | 1.1%    | 1.0%    | 0.9%     | 0.9%     | 1.1%     | 1.0%       |
| 2010 | 1.0%    | 0.9%    | 0.8%    | 0.9%    | 0.9%    | 0.9%    | 1.0%    | 1.2%    | 0.9%    | 1.0%     | 1.0%     | 1.3%     | 1.0%       |
| 2011 | 1.0%    | 1.1%    | 1.2%    | 1.2%    | 1.0%    | 1.1%    | 1.1%    | 1.2%    | 1.0%    | 1.0%     | 1.0%     | 1.2%     | 1.1%       |
| 2012 | 1.1%    | 1.0%    | 0.9%    | 1.1%    | 1.2%    | 1.0%    | 1.1%    | 1.2%    | 1.0%    | 1.0%     | 1.0%     | 1.3%     | 1.1%       |
| 2013 | 1.1%    | 1.1%    | 1.0%    | 1.0%    | 1.0%    | 1.1%    | 1.1%    | 1.2%    | 1.2%    | 1.1%     | 1.1%     | 1.3%     | 1.1%       |
| 2014 | 1.1%    | 1.0%    | 1.1%    | 1.1%    | 1.0%    | 1.0%    | 1.1%    | 1.3%    | 1.1%    | 1.1%     | 1.1%     | 1.3%     | 1.1%       |
| 2015 | 1.1%    | 1.2%    | 1.2%    | 1.1%    | 1.2%    | 1.1%    | 1.1%    | 1.1%    | 1.0%    | 1.0%     | 1.0%     | 1.2%     | 1.1%       |
| 2016 | 1.0%    | 1.0%    | 1.1%    | 1.0%    | 1.1%    | 1.0%    | 1.1%    | 1.1%    | 1.0%    | 1.0%     | 1.1%     | 1.2%     | 1.1%       |
| 2017 | 1.1%    | 1.0%    | 1.0%    | 1.1%    | 1.0%    | 1.1%    | 1.2%    | 1.2%    | 1.0%    | 1.0%     | 1.0%     | 1.2%     | 1.1%       |
| 2018 | 1.1%    | 0.9%    | 1.1%    | 1.0%    |         |         |         |         |         |          |          |          |            |